# 藏戏
藏戏（藏語：ཨ་ཅེ་ལྷ་མོ，威利转写：a ce lha mo），是集戏剧、音乐、文学、舞蹈为一体的综合性艺术。藏语称作“阿吉拉姆”，意为“仙女阿姐”。藏戏的表演艺术家被称为“拉姆娃”（藏語：ལྷ་མོ་བ，威利转写：lha mo ba），意思是“藏戏之人”。
藏戏包含多个各具特色的流派剧种，是一个庞大的歌舞剧（戏曲）系统。藏戏起源于公元8世纪的白面具跳神仪式，成熟于14、15世纪，14世纪噶举派僧人唐东杰布被奉为藏戏的祖师。17世纪时，第五世达赖喇嘛将其从宗教跳神仪式中分离出来成立职业剧团，表演经艺术加工的民间故事和佛教故事，随后流传至四川、青海、甘肃、云南及印度、不丹等藏族聚居地区，为中国少数民族中历时最为久远、流传最为广泛的剧种之一。藏戏是中国国家级非物质文化遗产，也是人类非物质文化遗产。